# Vox (компанія)
 Vox — виробник музичного обладнання, більш відомий виготовленням гітарного підсилювача Vox AC30, електричного органу the Vox, і ряду інноваційних, але комерційно невдалих електрогітар і бас-гітар. Саме їх використали The Beatles (підсилювачі і електричний орган). Заснована в Кенті, Англія компанія Vox з 1992 належить японській фірмі Korg.

## Valvetronix
Vox став одним з лідерів серед виробників моделюючих цифрових підсилювачів після випуску лінійки Valvetronix, що включає наступний ряд підсилювачів: AD15VT, AD30VT, AD50VT, АД100ВТ.